# Khora Thon Frauenfußball Pokal 2018
Der Khora Thon Frauenfußball Pokal 2018 war die 1. Spielzeit der saudi-arabischen Frauenfußball-Vereinsmannschaften. Der Wettbewerb startete am 12. April 2018 und endete mit dem Finale am 14. April 2018.

## Teilnehmer
| - Riyadh Female Club - Blue Arrows - Challenge Female SC - Hanul FC | - Alnokhbah Team - Kingdom Stars (Gastmannschaft) - Al-Yamamah (Gastmannschaft) |

Anmerkung: Wolves FC nahm am Pokal nicht teil.

## K.O.-Runde

### Viertelfinale
Das Viertelfinale fand am 12. April 2018 statt.
|                     | Ergebnis |               |
| ------------------- | -------- | ------------- |
| Riyadh Female Club  | 2:3      | Kingdom Stars |
| Alnokhbah Team      | 0:14     | Hanul FC      |
| Blue Arrows         | 2:7      | Al-Yamamah    |
| Challenge Female SC | Freilos  | -             |

### Halbfinale
Das Halbfinale fand am 13. April 2018 statt.
|                     | Ergebnis |               |
| ------------------- | -------- | ------------- |
| Challenge Female SC | 6:4      | Kingdom Stars |
| Henul FC            | 8:7      | Al-Yamamah    |

### Finale
Das Finale fand am 14. April 2018 statt.
|                     | Ergebnis |          |
| ------------------- | -------- | -------- |
| Challenge Female SC | 1:5      | Hanul FC |